# ATP Tour 2025
ATP Tour 2025 představuje 56. ročník nejvyšší úrovně mužského profesionálního tenisu, hraný v roce 2025. Sezóna okruhu trvajícího od 27. prosince 2024 do prosince 2025 zahrnuje šedesát čtyři turnajů ve dvaceti devíti státech, až na výjimky organizovaných Asociací profesionálních tenistů (ATP).
Okruh zahrnuje čtyři Grand Slamy pořádané Mezinárodní tenisovou federací (ITF), devět událostí kategorie ATP Tour Masters 1000, šestnáct turnajů kategorie ATP Tour 500, třicet akcí ATP Tour 250 a závěrečné Next Generation ATP Finals pro nejlepší tenisty do 20 let s turínským Turnajem mistrů. Součástí sezóny jsou i soutěže družstev bez bodového hodnocení – Davis Cup se sanfranciským Laver Cupem, a bodovaný United Cup v Austrálii, na jehož organizování se podílí Ženská tenisová asociace.
Kvůli invazi Ruska na Ukrajinu během února 2022 zůstává v platnosti rozhodnutí řídících organizací tenisu ATP, WTA a ITF s grandslamy o zrušení plánovaných turnajů na území Ruska a vyloučení ruských a běloruských reprezentací ze soutěží včetně týmových turnajů. Ruští a běloruští tenisté mohou nadále na okruzích startovat, ale do odvolání nikoli pod vlajkami Ruska a Běloruska.
Ženskou obdobu mužského okruhu představuje WTA Tour 2025.

## Přehled

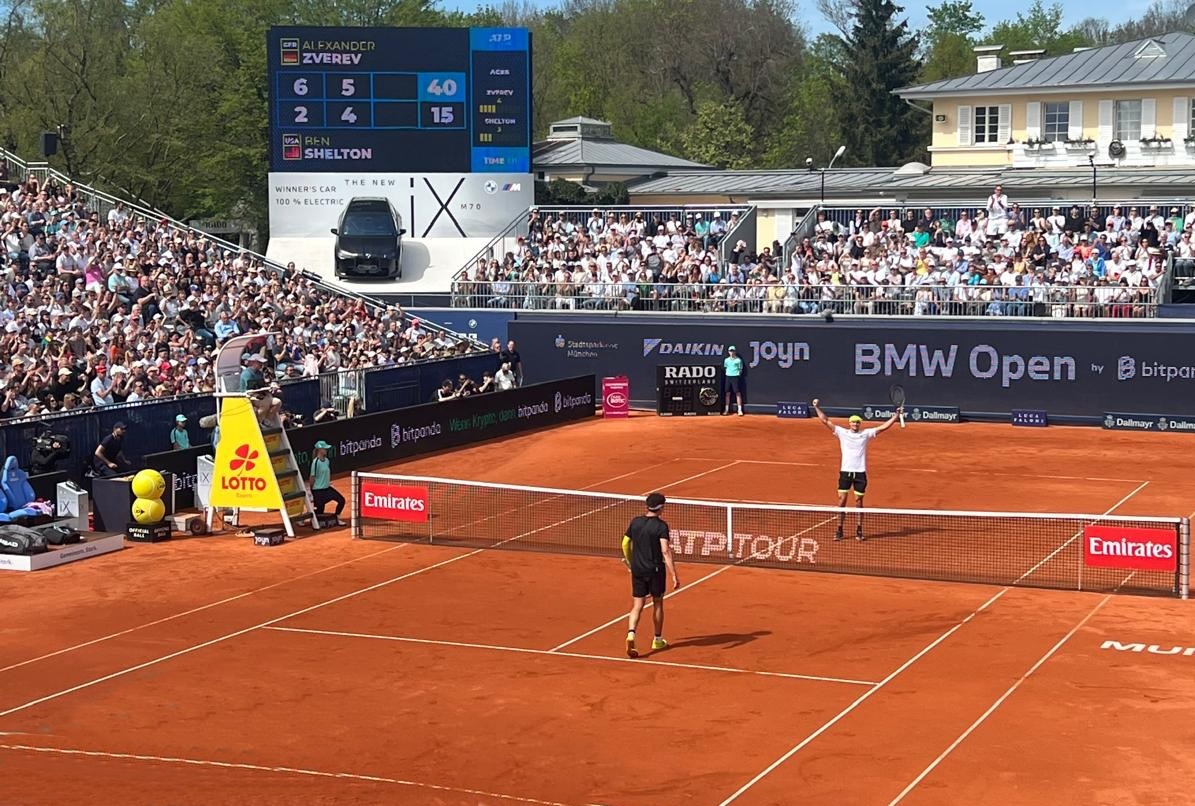
Mnichovský BMW Open povýšený do ATP 500 vyhrál Alexander Zverev

Na přelomu prosince 2024 a ledna 2025 ročník otevřela týmová soutěž mužů a žen United Cup. V první hrací týden se přidaly Brisbane International a Hong Kong Tennis Open. Délka Mastersů v Kanadě a Cincinnati se  prodloužila z osmi na dvanáct dní v důsledku navýšení z 56 na 96 singlistů. Počet takových „tisícovek“ vzrostl v devítičlenné sérii na sedm. Turnaje v Dallasu, Dauhá a Mnichově byly povýšeny do úrovně ATP 500, čímž stoupl počet událostí této kategorie z třinácti na šestnáct.
Antukový Hamburg Open dříve hraný po Wimbledonu, byl přesunut z července na květen, s cílem zatraktivnit jej pro hráče připravující se na French Open. Los Cabos Open změnilo termín z února na červenec. Z kalendáře bylo vyřazeno pět turnajů, únorový Córdoba Open i dubnový Estoril Open, jehož organizátoři získali pro rok 2025 challengerovou licenci s plánovaným návratem na túru ATP v sezóně 2026. Dále skončily květnový Lyon Open a červencové Hall of Fame Open s Atlanta Open. Absence rhodeislandkého Hall of Fame Open znamenala snížení počtu travnatých událostí.

## Chronologický přehled turnajů
Chronologický přehled uvádí turnajovou listinu okruhu ATP Tour 2025 včetně dějiště, počtu hráčů, povrchu, kategorie a celkové dotace.
Legenda
Tabulky měsíců uvádí vítěze a finalisty dvouhry i čtyřhry a dále pak semifinalisty a čtvrtfinalisty dvouhry. Zápis –D/–Q/–Č/–X uvádí počet hráčů dvouhry/hráčů kvalifikace dvouhry/párů čtyřhry/párů mixu. (ZS) – základní skupina.
| Grand Slam                 |
| ATP Finals                 |
| Next Generation ATP Finals |
| ATP Tour Masters 1000      |
| ATP Tour 500               |
| ATP Tour 250               |
| Týmové soutěže             |

### Leden
| Týden od            | Turnaj | Vítězové | Finalisté | Semifinalisté                              | Čtvrtfinalisté                                                               |
| ------------------- | --- | --- | --- | ------------------------------------------ | ---------------------------------------------------------------------------- |
| 30. prosince        | United Cup Perth, Sydney, Austrálie United Cup tvrdý – 5 585 000 $ – 18 týmů | Spojené státy 2–0 | Polsko | Kazachstán Česko                           | Německo Velká Británie Čína Itálie                                           |
| 30. prosince        | Bank of China Hong Kong Tennis Open Hongkong, Čína ATP 250 tvrdý – 766 290 $ – 28D/16Q/16Č dvouhra • čtyřhra | Alexandre Müller 2–6, 6–1, 6–3 | Kei Nišikori | Šang Ťün-čcheng Jaume Munar                | Fábián Marozsán Cameron Norrie Arthur Fils Lorenzo Musetti                   |
| 30. prosince        | Bank of China Hong Kong Tennis Open Hongkong, Čína ATP 250 tvrdý – 766 290 $ – 28D/16Q/16Č dvouhra • čtyřhra | Sander Arends Luke Johnson 7–5, 4–6, [10–7] | Karen Chačanov Andrej Rubljov                                                                                               | Šang Ťün-čcheng Jaume Munar                | Fábián Marozsán Cameron Norrie Arthur Fils Lorenzo Musetti                   |
| 30. prosince        | Brisbane International Brisbane, Austrálie ATP 250 tvrdý – 766 290 $ – 32D/16Q/24Č dvouhra • čtyřhra | Jiří Lehečka 4–1skreč | Reilly Opelka | Giovanni Mpetshi Perricard Grigor Dimitrov | Novak Djoković Jakub Menšík Nicolás Jarry Jordan Thompson                    |
| 30. prosince        | Brisbane International Brisbane, Austrálie ATP 250 tvrdý – 766 290 $ – 32D/16Q/24Č dvouhra • čtyřhra | Julian Cash Lloyd Glasspool 6–3, 6–7(2–7), [10–6] | Jiří Lehečka Jakub Menšík                                                                                                   | Giovanni Mpetshi Perricard Grigor Dimitrov | Novak Djoković Jakub Menšík Nicolás Jarry Jordan Thompson                    |
| 6. ledna            | Adelaide International Adelaide, Austrálie ATP 250 tvrdý – 766 290 $ – 28D/16Q/24Č dvouhra • čtyřhra | Félix Auger-Aliassime 6–3, 3–6, 6–1 | Sebastian Korda | Tommy Paul Miomir Kecmanović               | Rinky Hijikata Marcos Giron Benjamin Bonzi Thanasi Kokkinakis                |
| 6. ledna            | Adelaide International Adelaide, Austrálie ATP 250 tvrdý – 766 290 $ – 28D/16Q/24Č dvouhra • čtyřhra | Simone Bolelli Andrea Vavassori 4–6, 7–6(7–4), [11–9] | Kevin Krawietz Tim Pütz | Tommy Paul Miomir Kecmanović               | Rinky Hijikata Marcos Giron Benjamin Bonzi Thanasi Kokkinakis                |
| 6. ledna            | ASB Classic Auckland, Nový Zéland ATP 250 tvrdý – 766 290 $ – 28D/16Q/16Č dvouhra • čtyřhra | Gaël Monfils 6–3, 6–4 | Zizou Bergs | Nuno Borges Nishesh Basavareddy            | Jakub Menšík Roberto Carballés Baena Facundo Díaz Acosta Alex Michelsen      |
| 6. ledna            | ASB Classic Auckland, Nový Zéland ATP 250 tvrdý – 766 290 $ – 28D/16Q/16Č dvouhra • čtyřhra | Nikola Mektić Michael Venus bez boje | Christian Harrison Rajeev Ram                                                                                               | Nuno Borges Nishesh Basavareddy            | Jakub Menšík Roberto Carballés Baena Facundo Díaz Acosta Alex Michelsen      |
| 13. ledna 20. ledna | Australian Open Melbourne, Austrálie Grand Slam tvrdý – 43 250 000 A$ 128D/128Q/64D/32X dvouhra • čtyřhra • mix | Jannik Sinner 6–3, 7–6(7–4), 6–3 | Alexander Zverev | Ben Shelton Novak Djoković                 | Alex de Minaur Lorenzo Sonego Carlos Alcaraz Tommy Paul                      |
| 13. ledna 20. ledna | Australian Open Melbourne, Austrálie Grand Slam tvrdý – 43 250 000 A$ 128D/128Q/64D/32X dvouhra • čtyřhra • mix | Harri Heliövaara Henry Patten 6–7(16–18), 7–6(7–5), 6–3 | Simone Bolelli Andrea Vavassori                                                                                             | Ben Shelton Novak Djoković                 | Alex de Minaur Lorenzo Sonego Carlos Alcaraz Tommy Paul                      |
| 13. ledna 20. ledna | Australian Open Melbourne, Austrálie Grand Slam tvrdý – 43 250 000 A$ 128D/128Q/64D/32X dvouhra • čtyřhra • mix | Olivia Gadecká John Peers 3–6, 6–4, [10–6] | Kimberly Birrellová John-Patrick Smith                                                                                      | Ben Shelton Novak Djoković                 | Alex de Minaur Lorenzo Sonego Carlos Alcaraz Tommy Paul                      |
| 27. ledna           | Davis Cup, 1. kvalifikační kolo Stockholm, Švédsko – tvrdý (h) Montréal, Kanada – tvrdý (h) Vilnius, Litva – tvrdý (h) Tchaj-pej, Tchaj-wan – tvrdý (h) Kodaň, Dánsko – tvrdý (h) Osijek, Chorvatsko – tvrdý (h) Orléans, Francie – tvrdý (h) Biel, Švýcarsko – tvrdý (h) Ostrava, Česko – tvrdý (h) Miki, Japonsko – tvrdý (h) Schwechat, Rakousko – antuka (h) Hasselt, Belgie – tvrdý (h) Fjellhamar, Norsko – tvrdý (h) | Vítězové Austrálie 3–1 Maďarsko 3–2 Německo 3–1 Spojené státy 4–0 Dánsko 3–2 Chorvatsko 3–1 Francie 4–0 Španělsko 3–1 Česko 4–0 Japonsko 3–2 Rakousko 4–0 Belgie 3–1 Argentina 3–2 | Poražení Švédsko Kanada Izrael Tchaj-wan Srbsko Slovensko Brazílie Švýcarsko Jižní Korea Velká Británie Finsko Chile Norsko |                                            |                                                                              |
| 27. ledna           | Open Occitanie Montpellier, Francie ATP 250 tvrdý (h) – 673 360 € – 28D/16Q/16Č dvouhra • čtyřhra | Félix Auger-Aliassime 6–2, 6–7(7–9), 7–6(7–2) | Aleksandar Kovacevic | Andrej Rubljov Jesper de Jong              | Nikoloz Basilašvili Alexandr Bublik Tallon Griekspoor Pu Jün-čchao-kche-tche |
| 27. ledna           | Open Occitanie Montpellier, Francie ATP 250 tvrdý (h) – 673 360 € – 28D/16Q/16Č dvouhra • čtyřhra | Robin Haase Botic van de Zandschulp 6–7(7–9), 6–3, [10–5] | Tallon Griekspoor Bart Stevens                                                                                              | Andrej Rubljov Jesper de Jong              | Nikoloz Basilašvili Alexandr Bublik Tallon Griekspoor Pu Jün-čchao-kche-tche |

### Únor
| Týden od  | Turnaj | Vítězové                                                  | Finalisté                      | Semifinalisté                            | Čtvrtfinalisté                                                      |
| --------- | --- | --------------------------------------------------------- | ------------------------------ | ---------------------------------------- | ------------------------------------------------------------------- |
| 3. února  | Dallas Open Dallas, Spojené státy ATP 500 tvrdý (h) – 3 035 960 $ – 32D/16Q/16Č dvouhra • čtyřhra                               | Denis Shapovalov 7–6(7–5), 6–3                            | Casper Ruud                    | Tommy Paul Jaume Munar                   | Tomáš Macháč Reilly Opelka Matteo Arnaldi Jošihito Nišioka          |
| 3. února  | Dallas Open Dallas, Spojené státy ATP 500 tvrdý (h) – 3 035 960 $ – 32D/16Q/16Č dvouhra • čtyřhra                               | Christian Harrison Evan King 7–6(7–4), 7–6(7–4)           | Ariel Behar Robert Galloway    | Tommy Paul Jaume Munar                   | Tomáš Macháč Reilly Opelka Matteo Arnaldi Jošihito Nišioka          |
| 3. února  | ABN AMRO Open Rotterdam, Nizozemsko ATP 500 tvrdý (h) – 2 563 150 € –32D/16Q/16Č dvouhra • čtyřhra                              | Carlos Alcaraz 6–4, 3–6, 6–2                              | Alex de Minaur                 | Hubert Hurkacz Mattia Bellucci           | Pedro Martínez Andrej Rubljov Daniel Altmaier Stefanos Tsitsipas    |
| 3. února  | ABN AMRO Open Rotterdam, Nizozemsko ATP 500 tvrdý (h) – 2 563 150 € –32D/16Q/16Č dvouhra • čtyřhra                              | Simone Bolelli Andrea Vavassori 6–2, 4–6, [10–6]          | Sander Gillé Jan Zieliński     | Hubert Hurkacz Mattia Bellucci           | Pedro Martínez Andrej Rubljov Daniel Altmaier Stefanos Tsitsipas    |
| 10. února | Delray Beach Open Delray Beach, Spojené státy ATP 250 tvrdý – 766 290 $ – 28D/16Q/16Č dvouhra • čtyřhra                         | Miomir Kecmanović 3–6, 6–1, 7–5                           | Alejandro Davidovich Fokina    | Matteo Arnaldi Alex Michelsen            | Taylor Fritz Brandon Nakashima Cameron Norrie Marcos Giron          |
| 10. února | Delray Beach Open Delray Beach, Spojené státy ATP 250 tvrdý – 766 290 $ – 28D/16Q/16Č dvouhra • čtyřhra                         | Miomir Kecmanović Brandon Nakashima 7–6(7–3), 1–6, [10–3] | Christian Harrison Evan King   | Matteo Arnaldi Alex Michelsen            | Taylor Fritz Brandon Nakashima Cameron Norrie Marcos Giron          |
| 10. února | Open 13 Provence Marseille, Francie ATP 250 tvrdý (h) – 767 545 € – 28D/16Q/16Č dvouhra • čtyřhra                               | Ugo Humbert 7–6(7–4), 6–4                                 | Hamad Medjedović               | Daniil Medveděv Zizou Bergs              | Jan-Lennard Struff Daniel Altmaier Čang Č’-čen Lorenzo Sonego       |
| 10. února | Open 13 Provence Marseille, Francie ATP 250 tvrdý (h) – 767 545 € – 28D/16Q/16Č dvouhra • čtyřhra                               | Benjamin Bonzi Pierre-Hugues Herbert 6–3, 6–4             | Sander Gillé Jan Zieliński     | Daniil Medveděv Zizou Bergs              | Jan-Lennard Struff Daniel Altmaier Čang Č’-čen Lorenzo Sonego       |
| 10. února | IEB+ Argentina Open Buenos Aires, Argentina ATP 250 antuka – 688 985 $ – 28D/16Q/16Č dvouhra • čtyřhra                          | João Fonseca 6–4, 7–6(7–1)                                | Francisco Cerúndolo            | Pedro Martínez Laslo Djere               | Alexander Zverev Lorenzo Musetti Thiago Seyboth Wild Mariano Navone |
| 10. února | IEB+ Argentina Open Buenos Aires, Argentina ATP 250 antuka – 688 985 $ – 28D/16Q/16Č dvouhra • čtyřhra                          | Guido Andreozzi Théo Arribagé 7–5, 4–6, [10–7]            | Rafael Matos Marcelo Melo      | Pedro Martínez Laslo Djere               | Alexander Zverev Lorenzo Musetti Thiago Seyboth Wild Mariano Navone |
| 17. února | Qatar ExxonMobil Open Dauhá, Katar ATP 500 tvrdý – 3 035 960 $ – 32D/16Q/16Č dvouhra • čtyřhra                                  | Andrej Rubljov 7–5, 5–7, 6–1                              | Jack Draper                    | Jiří Lehečka Félix Auger-Aliassime       | Carlos Alcaraz Matteo Berrettini Daniil Medveděv Alex de Minaur     |
| 17. února | Qatar ExxonMobil Open Dauhá, Katar ATP 500 tvrdý – 3 035 960 $ – 32D/16Q/16Č dvouhra • čtyřhra                                  | Julian Cash Lloyd Glasspool 6–3, 6–2                      | Joe Salisbury Neal Skupski     | Jiří Lehečka Félix Auger-Aliassime       | Carlos Alcaraz Matteo Berrettini Daniil Medveděv Alex de Minaur     |
| 17. února | Rio Open Rio de Janeiro, Brazílie ATP 500 antuka – 2 574 145 $ – 32D/16Q/16Č dvouhra • čtyřhra                                  | Sebastián Báez 6–2, 6–3                                   | Alexandre Müller               | Francisco Comesaña Camilo Ugo Carabelli  | Alexander Zverev Francisco Cerúndolo Ceng Čchun-sin Jaime Faria     |
| 17. února | Rio Open Rio de Janeiro, Brazílie ATP 500 antuka – 2 574 145 $ – 32D/16Q/16Č dvouhra • čtyřhra                                  | Rafael Matos Marcelo Melo 6–2, 7–5                        | Pedro Martínez Jaume Munar     | Francisco Comesaña Camilo Ugo Carabelli  | Alexander Zverev Francisco Cerúndolo Ceng Čchun-sin Jaime Faria     |
| 24. února | Dubai Duty Free Tennis Championships Dubaj, Spojené arabské emiráty ATP 500 tvrdý – 3 415 700 $ – 32D/16Q/16Č dvouhra • čtyřhra | Stefanos Tsitsipas 6–3, 6–3                               | Félix Auger-Aliassime          | Tallon Griekspoor Quentin Halys          | Daniil Medveděv Matteo Berrettini Luca Nardi Marin Čilić            |
| 24. února | Dubai Duty Free Tennis Championships Dubaj, Spojené arabské emiráty ATP 500 tvrdý – 3 415 700 $ – 32D/16Q/16Č dvouhra • čtyřhra | Juki Bhambri Alexei Popyrin 3–6, 7–6(14–12), [10–8]       | Harri Heliövaara Henry Patten  | Tallon Griekspoor Quentin Halys          | Daniil Medveděv Matteo Berrettini Luca Nardi Marin Čilić            |
| 24. února | Abierto Mexicano Telcel Acapulco, Mexiko ATP 500 tvrdý – 2 763 440 $ – 32D/16Q/16Č dvouhra • čtyřhra                            | Tomáš Macháč 7–6(8–6), 6–2                                | Alejandro Davidovich Fokina    | Brandon Nakashima Denis Shapovalov       | Learner Tien David Goffin Marcos Giron Rodrigo Pacheco Méndez       |
| 24. února | Abierto Mexicano Telcel Acapulco, Mexiko ATP 500 tvrdý – 2 763 440 $ – 32D/16Q/16Č dvouhra • čtyřhra                            | Christian Harrison Evan King 6–4, 6–0                     | Sadio Doumbia Fabien Reboul    | Brandon Nakashima Denis Shapovalov       | Learner Tien David Goffin Marcos Giron Rodrigo Pacheco Méndez       |
| 24. února | Movistar Chile Open Santiago, Chile ATP 250 antuka – 710 735 $ – 28D/16Q/16Č dvouhra • čtyřhra                                  | Laslo Djere 6–4, 3–6, 7–5                                 | Sebastián Báez                 | Francisco Cerúndolo Camilo Ugo Carabelli | Tomás Martín Etcheverry Jaime Faria Damir Džumhur Federico Coria    |
| 24. února | Movistar Chile Open Santiago, Chile ATP 250 antuka – 710 735 $ – 28D/16Q/16Č dvouhra • čtyřhra                                  | Nicolás Barrientos Rithvik Čoudary Bollípalli 6–3, 6–2    | Máximo González Andrés Molteni | Francisco Cerúndolo Camilo Ugo Carabelli | Tomás Martín Etcheverry Jaime Faria Damir Džumhur Federico Coria    |

### Březen
| Týden od              | Turnaj | Vítězové                                              | Finalisté                                | Semifinalisté                           | Čtvrtfinalisté                                                        |
| --------------------- | --- | ----------------------------------------------------- | ---------------------------------------- | --------------------------------------- | --------------------------------------------------------------------- |
| 3. března 10. března  | BNP Paribas Open Indian Wells, Spojené státy WTA 1000 tvrdý – 13 042 410 $ – 96D/48Q/32Č/8X dvouhra • čtyřhra • mix                       | Jack Draper 6–2, 6–2                                  | Holger Rune                              | Daniil Medveděv Carlos Alcaraz          | Tallon Griekspoor Arthur Fils Ben Shelton Francisco Cerúndolo         |
| 3. března 10. března  | BNP Paribas Open Indian Wells, Spojené státy WTA 1000 tvrdý – 13 042 410 $ – 96D/48Q/32Č/8X dvouhra • čtyřhra • mix                       | Marcelo Arévalo Mate Pavić 6–3, 6–4                   | Sebastian Korda Jordan Thompson          | Daniil Medveděv Carlos Alcaraz          | Tallon Griekspoor Arthur Fils Ben Shelton Francisco Cerúndolo         |
| 3. března 10. března  | BNP Paribas Open Indian Wells, Spojené státy WTA 1000 tvrdý – 13 042 410 $ – 96D/48Q/32Č/8X dvouhra • čtyřhra • mix                       | Sara Erraniová Andrea Vavassori 6–7(3–7), 6–3, [10–8] | Bethanie Mattek-Sandsová Mate Pavić      | Daniil Medveděv Carlos Alcaraz          | Tallon Griekspoor Arthur Fils Ben Shelton Francisco Cerúndolo         |
| 17. března 24. března | Miami Open Miami Gardens, Spojené státy ATP Masters 1000 tvrdý – 11 255 360 $ – 96D/48Q/32Č dvouhra • čtyřhra                             | Jakub Menšík 7–6(7–4), 7–6(7–4)                       | Novak Djoković                           | Taylor Fritz Grigor Dimitrov            | Arthur Fils Matteo Berrettini Sebastian Korda Francisco Cerúndolo     |
| 17. března 24. března | Miami Open Miami Gardens, Spojené státy ATP Masters 1000 tvrdý – 11 255 360 $ – 96D/48Q/32Č dvouhra • čtyřhra                             | Marcelo Arévalo Mate Pavić 7–6(7–3), 6–3              | Julian Cash Lloyd Glasspool              | Taylor Fritz Grigor Dimitrov            | Arthur Fils Matteo Berrettini Sebastian Korda Francisco Cerúndolo     |
| 31. března            | Fayez Sarofim & Co. U.S. Men's Clay Court Championships Houston, Spojené státy ATP 250 antuka – 710 735 $ – 28D/16Q/16Č dvouhra • čtyřhra | Jenson Brooksby 6–4, 6–2                              | Frances Tiafoe                           | Tommy Paul Brandon Nakashima            | Colton Smith Aleksandar Kovacevic Christopher Eubanks Alex Michelsen  |
| 31. března            | Fayez Sarofim & Co. U.S. Men's Clay Court Championships Houston, Spojené státy ATP 250 antuka – 710 735 $ – 28D/16Q/16Č dvouhra • čtyřhra | Fernando Romboli John-Patrick Smith 6–1, 6–4          | Federico Agustín Gómez Santiago González | Tommy Paul Brandon Nakashima            | Colton Smith Aleksandar Kovacevic Christopher Eubanks Alex Michelsen  |
| 31. března            | Grand Prix Hassan II Marrákeš, Maroko ATP 250 antuka – 622 850 € – 28D/16Q/16Č dvouhra • čtyřhra                                          | Luciano Darderi 7–6(7–3), 7–6(7–4)                    | Tallon Griekspoor                        | Kamil Majchrzak Roberto Carballés Baena | Mattia Bellucci Alexandre Müller Nuno Borges Vít Kopřiva              |
| 31. března            | Grand Prix Hassan II Marrákeš, Maroko ATP 250 antuka – 622 850 € – 28D/16Q/16Č dvouhra • čtyřhra                                          | Petr Nouza Patrik Rikl 6–3, 6–4                       | Hugo Nys Édouard Roger-Vasselin          | Kamil Majchrzak Roberto Carballés Baena | Mattia Bellucci Alexandre Müller Nuno Borges Vít Kopřiva              |
| 31. března            | Țiriac Open Bukurešť, Rumunsko ATP 250 antuka – 622 850 € – 28D/16Q/16Č dvouhra • čtyřhra                                                 | Flavio Cobolli 6–4, 6–4                               | Sebastián Báez                           | Márton Fucsovics Damir Džumhur          | Francisco Comesaña Christopher O'Connell Filip Misolic Pedro Martínez |
| 31. března            | Țiriac Open Bukurešť, Rumunsko ATP 250 antuka – 622 850 € – 28D/16Q/16Č dvouhra • čtyřhra                                                 | Marcel Granollers Horacio Zeballos 7–6(7–3), 6–4      | Jakob Schnaitter Mark Wallner            | Márton Fucsovics Damir Džumhur          | Francisco Comesaña Christopher O'Connell Filip Misolic Pedro Martínez |

### Duben
| Týden od            | Turnaj | Vítězové                                             | Finalisté                   | Semifinalisté                              | Čtvrtfinalisté                                                            |
| ------------------- | --- | ---------------------------------------------------- | --------------------------- | ------------------------------------------ | ------------------------------------------------------------------------- |
| 7. dubna            | Rolex Monte-Carlo Masters Roquebrune-Cap-Martin, Francie ATP Masters 1000 antuka – 6 832 435 € – 56D/28Q/32Č dvouhra • čtyřhra | Carlos Alcaraz 3–6, 6–1, 6–0                         | Lorenzo Musetti             | Alex de Minaur Alejandro Davidovich Fokina | Stefanos Tsitsipas Grigor Dimitrov Alexei Popyrin Arthur Fils             |
| 7. dubna            | Rolex Monte-Carlo Masters Roquebrune-Cap-Martin, Francie ATP Masters 1000 antuka – 6 832 435 € – 56D/28Q/32Č dvouhra • čtyřhra | Romain Arneodo Manuel Guinard 1–6, 7–6(10–8), [10–8] | Julian Cash Lloyd Glasspool | Alex de Minaur Alejandro Davidovich Fokina | Stefanos Tsitsipas Grigor Dimitrov Alexei Popyrin Arthur Fils             |
| 14. dubna           | Barcelona Open Banc Sabadell Barcelona, Španělsko ATP 500 antuka – 2 889 200 € – 48D/24Q/16Č dvouhra • čtyřhra                 | Holger Rune 7–6(8–6), 6–2                            | Carlos Alcaraz              | Arthur Fils Karen Chačanov                 | Alex de Minaur Stefanos Tsitsipas Alejandro Davidovich Fokina Casper Ruud |
| 14. dubna           | Barcelona Open Banc Sabadell Barcelona, Španělsko ATP 500 antuka – 2 889 200 € – 48D/24Q/16Č dvouhra • čtyřhra                 | Sander Arends Luke Johnson 6–3, 6–7(1–7), [10–6]     | Joe Salisbury Neal Skupski  | Arthur Fils Karen Chačanov                 | Alex de Minaur Stefanos Tsitsipas Alejandro Davidovich Fokina Casper Ruud |
| 14. dubna           | BMW Open Mnichov, Německo ATP 500 antuka – 2 500 000 € – 32D/16Q/16Č dvouhra • čtyřhra                                         | Alexander Zverev 6–2, 6–4                            | Ben Shelton                 | Fábián Marozsán Francisco Cerúndolo        | Tallon Griekspoor Zizou Bergs David Goffin Luciano Darderi                |
| 14. dubna           | BMW Open Mnichov, Německo ATP 500 antuka – 2 500 000 € – 32D/16Q/16Č dvouhra • čtyřhra                                         | André Göransson Sem Verbeek 6–4, 6–4                 | Kevin Krawietz Tim Pütz     | Fábián Marozsán Francisco Cerúndolo        | Tallon Griekspoor Zizou Bergs David Goffin Luciano Darderi                |
| 21. dubna 28. dubna | Mutua Madrid Open Madrid, Španělsko ATP Masters 1000 antuka – 8 055 385 € –96D/48Q/32Č dvouhra • čtyřhra                       | Casper Ruud 7–5, 3–6, 6–4                            | Jack Draper                 | Francisco Cerúndolo Lorenzo Musetti        | Jakub Menšík Daniil Medveděv Matteo Arnaldi Gabriel Diallo                |
| 21. dubna 28. dubna | Mutua Madrid Open Madrid, Španělsko ATP Masters 1000 antuka – 8 055 385 € –96D/48Q/32Č dvouhra • čtyřhra                       | Marcel Granollers Horacio Zeballos 6–4, 6–4          | Marcelo Arévalo Mate Pavić  | Francisco Cerúndolo Lorenzo Musetti        | Jakub Menšík Daniil Medveděv Matteo Arnaldi Gabriel Diallo                |

### Květen
| Týden od             | Turnaj | Vítězové                                               | Finalisté                       | Semifinalisté                                 | Čtvrtfinalisté                                                      |
| -------------------- | --- | ------------------------------------------------------ | ------------------------------- | --------------------------------------------- | ------------------------------------------------------------------- |
| 5. května 12. května | Internazionali BNL d'Italia Řím, Itálie ATP Masters 1000 antuka – 8 055 385 € – 96D/48Q/32Č dvouhra • čtyřhra | Carlos Alcaraz 7–6(7–5), 6–1                           | Jannik Sinner                   | Tommy Paul Lorenzo Musetti                    | Casper Ruud Hubert Hurkacz Jack Draper Alexander Zverev             |
| 5. května 12. května | Internazionali BNL d'Italia Řím, Itálie ATP Masters 1000 antuka – 8 055 385 € – 96D/48Q/32Č dvouhra • čtyřhra | Marcelo Arévalo Mate Pavić 6–4, 6–7(6–8), [13–11]      | Sadio Doumbia Fabien Reboul     | Tommy Paul Lorenzo Musetti                    | Casper Ruud Hubert Hurkacz Jack Draper Alexander Zverev             |
| 19. května           | Bitpanda Hamburg Open Hamburk, Německo ATP 500 antuka – 2 158 560 € – 32D/16Q/16Č dvouhra • čtyřhra           | Flavio Cobolli 6–2, 6–4                                | Andrej Rubljov                  | Félix Auger-Aliassime Tomás Martín Etcheverry | Alexandre Müller Luciano Darderi Jiří Lehečka Roberto Bautista Agut |
| 19. května           | Bitpanda Hamburg Open Hamburk, Německo ATP 500 antuka – 2 158 560 € – 32D/16Q/16Č dvouhra • čtyřhra           | Simone Bolelli Andrea Vavassori 6–4, 6–0               | Andrés Molteni Fernando Romboli | Félix Auger-Aliassime Tomás Martín Etcheverry | Alexandre Müller Luciano Darderi Jiří Lehečka Roberto Bautista Agut |
| 19. května           | Gonet Geneva Open Ženeva, Švýcarsko ATP 250 antuka – 596 035 € – 28D/16Q/16Č dvouhra • čtyřhra                | Novak Djoković 5–7, 7–6(7–2), 7–6(7–2)                 | Hubert Hurkacz                  | Sebastian Ofner Cameron Norrie                | Taylor Fritz Karen Chačanov Alexei Popyrin Matteo Arnaldi           |
| 19. května           | Gonet Geneva Open Ženeva, Švýcarsko ATP 250 antuka – 596 035 € – 28D/16Q/16Č dvouhra • čtyřhra                | Sadio Doumbia Fabien Reboul 6–7(4–7), 6–4, [11–9]      | Ariel Behar Joran Vliegen       | Sebastian Ofner Cameron Norrie                | Taylor Fritz Karen Chačanov Alexei Popyrin Matteo Arnaldi           |
| 26. května 2. června | French Open Paříž, Francie Grand Slam antuka – 26 334 000 € 128D/128Q/64D/32X dvouhra • čtyřhra • mix         | Carlos Alcaraz 4–6, 6–7(4–7), 6–4, 7–6(7–3), 7–6(10–2) | Jannik Sinner                   | Novak Djoković Lorenzo Musetti                | Alexandr Bublik Alexander Zverev Frances Tiafoe Tommy Paul          |
| 26. května 2. června | French Open Paříž, Francie Grand Slam antuka – 26 334 000 € 128D/128Q/64D/32X dvouhra • čtyřhra • mix         | Marcel Granollers Horacio Zeballos 6–0, 6–7(5–7), 7–5  | Joe Salisbury Neal Skupski      | Novak Djoković Lorenzo Musetti                | Alexandr Bublik Alexander Zverev Frances Tiafoe Tommy Paul          |
| 26. května 2. června | French Open Paříž, Francie Grand Slam antuka – 26 334 000 € 128D/128Q/64D/32X dvouhra • čtyřhra • mix         | Sara Erraniová Andrea Vavassori 6–4, 6–2               | Taylor Townsendová Evan King    | Novak Djoković Lorenzo Musetti                | Alexandr Bublik Alexander Zverev Frances Tiafoe Tommy Paul          |

### Červen
| Týden od               | Turnaj | Vítězové                                            | Finalisté                       | Semifinalisté                           | Čtvrtfinalisté                                                     |
| ---------------------- | --- | --------------------------------------------------- | ------------------------------- | --------------------------------------- | ------------------------------------------------------------------ |
| 9. června              | BOSS Open Stuttgart, Německo ATP 250 tráva – 751 630 € – 28D/16Q/16Č dvouhra • čtyřhra                        | Taylor Fritz 6–3, 7–6(7–0)                          | Alexander Zverev                | Ben Shelton Félix Auger-Aliassime       | Brandon Nakashima Jiří Lehečka Justin Engel Márton Fucsovics       |
| 9. června              | BOSS Open Stuttgart, Německo ATP 250 tráva – 751 630 € – 28D/16Q/16Č dvouhra • čtyřhra                        | Santiago González Austin Krajicek 6–4, 6–4          | Alex Michelsen Rajeev Ram       | Ben Shelton Félix Auger-Aliassime       | Brandon Nakashima Jiří Lehečka Justin Engel Márton Fucsovics       |
| 9. června              | Libéma Open 's-Hertogenbosch, Nizozemsko ATP 250 tráva – 706 850 € –28D/16Q/16Č dvouhra • čtyřhra             | Gabriel Diallo 7–5, 7–6(10–8)                       | Zizou Bergs                     | Reilly Opelka Ugo Humbert               | Daniil Medveděv Mark Lajal Karen Chačanov Nuno Borges              |
| 9. června              | Libéma Open 's-Hertogenbosch, Nizozemsko ATP 250 tráva – 706 850 € –28D/16Q/16Č dvouhra • čtyřhra             | Matthew Ebden Jordan Thompson 6–4, 3–6, [10–7]      | Julian Cash Lloyd Glasspool     | Reilly Opelka Ugo Humbert               | Daniil Medveděv Mark Lajal Karen Chačanov Nuno Borges              |
| 16. června             | Terra Wortmann Open Halle, Německo ATP 500 tráva – 2 522 220 € –32D/16Q/16Č dvouhra • čtyřhra                 | Alexandr Bublik 6–3, 7–6(7–4)                       | Daniil Medveděv                 | Karen Chačanov Alexander Zverev         | Tomáš Macháč Tomás Martín Etcheverry Alex Michelsen Flavio Cobolli |
| 16. června             | Terra Wortmann Open Halle, Německo ATP 500 tráva – 2 522 220 € –32D/16Q/16Č dvouhra • čtyřhra                 | Kevin Krawietz Tim Pütz 6–3, 7–6(7–4)               | Simone Bolelli Andrea Vavassori | Karen Chačanov Alexander Zverev         | Tomáš Macháč Tomás Martín Etcheverry Alex Michelsen Flavio Cobolli |
| 16. června             | HSBC Championships Londýn, Spojené království ATP 500 tráva – 2 522 220 € – 32D/16Q/16Č dvouhra • čtyřhra     | Carlos Alcaraz 7–5, 6–7(5–7), 6–2                   | Jiří Lehečka                    | Roberto Bautista Agut Jack Draper       | Arthur Rinderknech Holger Rune Jacob Fearnley Brandon Nakashima    |
| 16. června             | HSBC Championships Londýn, Spojené království ATP 500 tráva – 2 522 220 € – 32D/16Q/16Č dvouhra • čtyřhra     | Julian Cash Lloyd Glasspool 6–3, 6–7(5–7), [10–6]   | Nikola Mektić Michael Venus     | Roberto Bautista Agut Jack Draper       | Arthur Rinderknech Holger Rune Jacob Fearnley Brandon Nakashima    |
| 23. června             | Mallorca Championships Santa Ponsa, Španělsko ATP 250 tráva – 596 035 € – 28D/16Q/16Č dvouhra • čtyřhra       | Tallon Griekspoor 7–5, 7–6(7–3)                     | Corentin Moutet                 | Alex Michelsen Félix Auger-Aliassime    | Learner Tien Roberto Bautista Agut Gabriel Diallo Hamad Medjedović |
| 23. června             | Mallorca Championships Santa Ponsa, Španělsko ATP 250 tráva – 596 035 € – 28D/16Q/16Č dvouhra • čtyřhra       | Santiago González Austin Krajicek 6−1, 1−6, [15−13] | Juki Bhambri Robert Galloway    | Alex Michelsen Félix Auger-Aliassime    | Learner Tien Roberto Bautista Agut Gabriel Diallo Hamad Medjedović |
| 23. června             | Lexus Eastbourne Open Eastbourne, Spojené království ATP 250 tráva – 756 875 € –28D/16Q/16Č dvouhra • čtyřhra | Taylor Fritz 7–5, 6–1                               | Jenson Brooksby                 | Alejandro Davidovich Fokina Ugo Humbert | Marcos Giron Jakub Menšík Billy Harris Dan Evans                   |
| 23. června             | Lexus Eastbourne Open Eastbourne, Spojené království ATP 250 tráva – 756 875 € –28D/16Q/16Č dvouhra • čtyřhra | Julian Cash Lloyd Glasspool 6–4, 7–6(7–5)           | Ariel Behar Joran Vliegen       | Alejandro Davidovich Fokina Ugo Humbert | Marcos Giron Jakub Menšík Billy Harris Dan Evans                   |
| 30. června 7. července | Wimbledon Londýn, Spojené království Grand Slam tráva – 24 919 000 £ – 128D/64D/32X dvouhra • čtyřhra • mix   | Jannik Sinner 4–6, 6–4, 6–4, 6–4                    | Carlos Alcaraz                  | Novak Djoković Taylor Fritz             | Ben Shelton Flavio Cobolli Karen Chačanov Cameron Norrie           |
| 30. června 7. července | Wimbledon Londýn, Spojené království Grand Slam tráva – 24 919 000 £ – 128D/64D/32X dvouhra • čtyřhra • mix   | Julian Cash Lloyd Glasspool 6–2, 7–6(7–3)           | Rinky Hijikata David Pel        | Novak Djoković Taylor Fritz             | Ben Shelton Flavio Cobolli Karen Chačanov Cameron Norrie           |
| 30. června 7. července | Wimbledon Londýn, Spojené království Grand Slam tráva – 24 919 000 £ – 128D/64D/32X dvouhra • čtyřhra • mix   | Kateřina Siniaková Sem Verbeek 7–6(7–3), 7–6(7–3)   | Luisa Stefaniová Joe Salisbury  | Novak Djoković Taylor Fritz             | Ben Shelton Flavio Cobolli Karen Chačanov Cameron Norrie           |

### Červenec
| Týden od              | Turnaj | Vítězové                                                  | Finalisté                        | Semifinalisté                              | Čtvrtfinalisté                                                            |
| --------------------- | --- | --------------------------------------------------------- | -------------------------------- | ------------------------------------------ | ------------------------------------------------------------------------- |
| 14. července          | Mifel Tennis Open Los Cabos, Mexiko ATP 250 tvrdý – 889 890 € – 28D/16Q/16Č dvouhra • čtyřhra                     | Denis Shapovalov 6–4, 6–2                                 | Aleksandar Kovacevic             | Andrej Rubljov Adam Walton                 | Emilio Nava Juan Pablo Ficovich Tristan Schoolkate James Duckworth        |
| 14. července          | Mifel Tennis Open Los Cabos, Mexiko ATP 250 tvrdý – 889 890 € – 28D/16Q/16Č dvouhra • čtyřhra                     | Robert Cash JJ Tracy 7–6(7–4), 6–4                        | Blake Bayldon Tristan Schoolkate | Andrej Rubljov Adam Walton                 | Emilio Nava Juan Pablo Ficovich Tristan Schoolkate James Duckworth        |
| 14. července          | Nordea Open Båstad, Švédsko ATP 250 antuka – 596 035 € – 28D/16Q/16Č dvouhra • čtyřhra                            | Luciano Darderi 6–4, 3–6, 6–3                             | Jesper de Jong                   | Francisco Cerúndolo Camilo Ugo Carabelli   | Damir Džumhur Sebastián Báez Filip Misolic Tallon Griekspoor              |
| 14. července          | Nordea Open Båstad, Švédsko ATP 250 antuka – 596 035 € – 28D/16Q/16Č dvouhra • čtyřhra                            | Guido Andreozzi Sander Arends 6–7(4–7), 7–5, [10–6]       | Adam Pavlásek Jan Zieliński      | Francisco Cerúndolo Camilo Ugo Carabelli   | Damir Džumhur Sebastián Báez Filip Misolic Tallon Griekspoor              |
| 14. července          | EFG Swiss Open Gstaad Gstaad, Švýcarsko ATP 250 antuka – 596 035 € – 28D/16Q/16Č dvouhra • čtyřhra                | Alexandr Bublik 6–4, 4–6, 6–3                             | Juan Manuel Cerúndolo            | Ignacio Buse Arthur Cazaux                 | Casper Ruud Román Andrés Burruchaga Jérôme Kym Francisco Comesaña         |
| 14. července          | EFG Swiss Open Gstaad Gstaad, Švýcarsko ATP 250 antuka – 596 035 € – 28D/16Q/16Č dvouhra • čtyřhra                | Francisco Cabral Lucas Miedler 6–7(4–7), 7–6(7–4), [10–3] | Hendrik Jebens Albano Olivetti   | Ignacio Buse Arthur Cazaux                 | Casper Ruud Román Andrés Burruchaga Jérôme Kym Francisco Comesaña         |
| 21. července          | Mubadala Citi DC Open Washington, D.C., Spojené státy ATP 500 tvrdý – 2 396 115 $ – 48D/24Q/16Č dvouhra • čtyřhra | Alex de Minaur 5–7, 6–1, 7–6(7–3)                         | Alejandro Davidovich Fokina      | Ben Shelton Corentin Moutet                | Taylor Fritz Frances Tiafoe Daniil Medveděv Brandon Nakashima             |
| 21. července          | Mubadala Citi DC Open Washington, D.C., Spojené státy ATP 500 tvrdý – 2 396 115 $ – 48D/24Q/16Č dvouhra • čtyřhra | Simone Bolelli Andrea Vavassori 6–3, 6–4                  | Hugo Nys Édouard Roger-Vasselin  | Ben Shelton Corentin Moutet                | Taylor Fritz Frances Tiafoe Daniil Medveděv Brandon Nakashima             |
| 21. července          | Generali Open Kitzbühel, Rakousko ATP 250 antuka – 596 035 € – 28D/16Q/16Č dvouhra • čtyřhra                      | Alexandr Bublik 6–4, 6–3                                  | Arthur Cazaux                    | Botic van de Zandschulp Arthur Rinderknech | Alexandr Ševčenko Thiago Seyboth Wild Jan-Lennard Struff Yannick Hanfmann |
| 21. července          | Generali Open Kitzbühel, Rakousko ATP 250 antuka – 596 035 € – 28D/16Q/16Č dvouhra • čtyřhra                      | Petr Nouza Patrik Rikl 1–6, 7–6(7–3), [10–5]              | Neil Oberleitner Joel Schwärzler | Botic van de Zandschulp Arthur Rinderknech | Alexandr Ševčenko Thiago Seyboth Wild Jan-Lennard Struff Yannick Hanfmann |
| 21. července          | Plava Laguna Croatia Open Umag Umag, Chorvatsko ATP 250 antuka – 596 035 € – 28D/16Q/16Č dvouhra • čtyřhra        | Luciano Darderi 6–3, 6–3                                  | Carlos Taberner                  | Damir Džumhur Camilo Ugo Carabelli         | Jesper de Jong Titouan Droguet Pablo Llamas Ruiz Dino Prižmić             |
| 21. července          | Plava Laguna Croatia Open Umag Umag, Chorvatsko ATP 250 antuka – 596 035 € – 28D/16Q/16Č dvouhra • čtyřhra        | Romain Arneodo Manuel Guinard 7–5, 7–6(7–2)               | Patrik Trhac Marcus Willis       | Damir Džumhur Camilo Ugo Carabelli         | Jesper de Jong Titouan Droguet Pablo Llamas Ruiz Dino Prižmić             |
| 28. července 4. srpna | National Bank Open Toronto, Kanada ATP Masters 1000 tvrdý – 9 193 540 $ – 96D/48Q/32Č dvouhra • čtyřhra           | Ben Shelton 6–7(5–7), 6–4, 7–6(7–3)                       | Karen Chačanov                   | Alexander Zverev Taylor Fritz              | Alexei Popyrin Alex Michelsen Alex de Minaur Andrej Rubljov               |
| 28. července 4. srpna | National Bank Open Toronto, Kanada ATP Masters 1000 tvrdý – 9 193 540 $ – 96D/48Q/32Č dvouhra • čtyřhra           | Julian Cash Lloyd Glasspool 6–3, 6–7(5–7), [13–11]        | Joe Salisbury Neal Skupski       | Alexander Zverev Taylor Fritz              | Alexei Popyrin Alex Michelsen Alex de Minaur Andrej Rubljov               |

### Srpen
| Týden od           | Turnaj | Vítězové                                  | Finalisté                      | Semifinalisté                   | Čtvrtfinalisté                                                    |
| ------------------ | --- | ----------------------------------------- | ------------------------------ | ------------------------------- | ----------------------------------------------------------------- |
| 4. srpna 11. srpna | Cincinnati Open Mason, Spojené státy ATP Masters 1000 tvrdý – 9 193 540 $ – 96D/48Q/32Č dvouhra • čtyřhra   | Carlos Alcaraz 5–0skreč                   | Jannik Sinner                  | Térence Atmane Alexander Zverev | Félix Auger-Aliassime Holger Rune Ben Shelton Andrej Rubljov      |
| 4. srpna 11. srpna | Cincinnati Open Mason, Spojené státy ATP Masters 1000 tvrdý – 9 193 540 $ – 96D/48Q/32Č dvouhra • čtyřhra   | Nikola Mektić Rajeev Ram 4–6, 6–3, [10–5] | Lorenzo Musetti Lorenzo Sonego | Térence Atmane Alexander Zverev | Félix Auger-Aliassime Holger Rune Ben Shelton Andrej Rubljov      |
| 18. srpna          | Winston-Salem Open Winston-Salem, Spojené státy ATP 250 tvrdý – 798 335 $ –48D/16Q/16Č dvouhra • čtyřhra    | vs.                                       | vs.                            | neznámá vlajka · neznámá vlajka | neznámá vlajka · neznámá vlajka · neznámá vlajka · neznámá vlajka |
| 25. srpna 1. září  | US Open New York, Spojené státy Grand Slam tvrdý – 40 412 800 $ – 128D/128Q/64D/16X dvouhra • čtyřhra • mix | vs.                                       | vs.                            | neznámá vlajka · neznámá vlajka | neznámá vlajka · neznámá vlajka · neznámá vlajka · neznámá vlajka |

### Září
| Týden od          | Turnaj | Vítězové                | Finalisté               | Semifinalisté                   | Čtvrtfinalisté                                                    |
| ----------------- | --- | ----------------------- | ----------------------- | ------------------------------- | ----------------------------------------------------------------- |
| 8. září           | Davis Cup, 2. kvalifikační kolo 14 týmů                                                                                         | vs vs                   | vs vs                   |                                 |                                                                   |
| 15. září          | Laver Cup San Francisco, Spojené státy tvrdý (h) – 2 týmy                                                                       | Tým světa vs Tým Evropy | Tým světa vs Tým Evropy |                                 |                                                                   |
| 15. září          | Chengdu Open Čcheng-tu, Čína ATP 250 tvrdý – 1 190 210 $ – 28D/16Q/16Č dvouhra • čtyřhra                                        | vs.                     | vs.                     | neznámá vlajka · neznámá vlajka | neznámá vlajka · neznámá vlajka · neznámá vlajka · neznámá vlajka |
| 15. září          | Hangzhou Open Chang-čou, Čína ATP 250 tvrdý (h) – 1 019 185 $ – 28D/16Q/16Č dvouhra • čtyřhra                                   | vs.                     | vs.                     | neznámá vlajka · neznámá vlajka | neznámá vlajka · neznámá vlajka · neznámá vlajka · neznámá vlajka |
| 22. září          | China Open Peking, Čína ATP 500 tvrdý – 4 016 050 $ – 32D/16Q/16Č dvouhra • čtyřhra                                             | vs.                     | vs.                     | neznámá vlajka · neznámá vlajka | neznámá vlajka · neznámá vlajka · neznámá vlajka · neznámá vlajka |
| 22. září          | Kinoshita Group Japan Open Tennis Championships Tokio, Japonsko ATP 500 tvrdý (h) – 2 226 470 $ – 32D/16Q/16Č dvouhra • čtyřhra | vs.                     | vs.                     | neznámá vlajka · neznámá vlajka | neznámá vlajka · neznámá vlajka · neznámá vlajka · neznámá vlajka |
| 29. září 6. října | Rolex Shanghai Masters Šanghaj, Čína ATP Masters 1000 tvrdý – 9 193 540 $ – 96D/48Q/32Č dvouhra • čtyřhra                       | vs.                     | vs.                     | neznámá vlajka · neznámá vlajka | neznámá vlajka · neznámá vlajka · neznámá vlajka · neznámá vlajka |

### Říjen
| Týden od  | Turnaj | Vítězové | Finalisté | Semifinalisté                   | Čtvrtfinalisté                                                    |
| --------- | --- | -------- | --------- | ------------------------------- | ----------------------------------------------------------------- |
| 13. října | Almaty Open Almaty, Kazachstán ATP 250 tvrdý – 1 055 250 $ – 28D/16Q/16Č dvouhra • čtyřhra                  | vs.      | vs.       | neznámá vlajka · neznámá vlajka | neznámá vlajka · neznámá vlajka · neznámá vlajka · neznámá vlajka |
| 13. října | European Open Antverpy, Belgie ATP 250 tvrdý (h) – 706 850 € – 28D/16Q/16Č dvouhra • čtyřhra                | vs.      | vs.       | neznámá vlajka · neznámá vlajka | neznámá vlajka · neznámá vlajka · neznámá vlajka · neznámá vlajka |
| 13. října | BNP Paribas Nordic Open Stockholm, Švédsko ATP 250 tvrdý (h) – 706 850 € – 28D/16Q/16Č dvouhra • čtyřhra    | vs.      | vs.       | neznámá vlajka · neznámá vlajka | neznámá vlajka · neznámá vlajka · neznámá vlajka · neznámá vlajka |
| 20. října | Swiss Indoors Basilej, Švýcarsko ATP 500 tvrdý (h) – 2 523 045 € – 32D/16Q/16Č dvouhra • čtyřhra            | vs.      | vs.       | neznámá vlajka · neznámá vlajka | neznámá vlajka · neznámá vlajka · neznámá vlajka · neznámá vlajka |
| 20. října | Erste Bank Open Vídeň, Rakousko ATP 500 tvrdý (h) – 2 736 875 € –32D/16Q/16Č dvouhra • čtyřhra              | vs.      | vs.       | neznámá vlajka · neznámá vlajka | neznámá vlajka · neznámá vlajka · neznámá vlajka · neznámá vlajka |
| 27. října | Rolex Paris Masters Paříž, Francie ATP Masters 1000 tvrdý (h) – 6 128 940 € – 56D/28Q/32Č dvouhra • čtyřhra | vs.      | vs.       | neznámá vlajka · neznámá vlajka | neznámá vlajka · neznámá vlajka · neznámá vlajka · neznámá vlajka |

### Listopad
| Týden od      | Turnaj                                                                                       | Vítězové | Finalisté | Semifinalisté                   | Čtvrtfinalisté                                                    |
| ------------- | -------------------------------------------------------------------------------------------- | -------- | --------- | ------------------------------- | ----------------------------------------------------------------- |
| 3. listopadu  | Belgrade Open Bělehrad, Srbsko ATP 250 tvrdý (h) – 766 715 € – 28D/16Q/16Č dvouhra • čtyřhra | vs.      | vs.       | neznámá vlajka · neznámá vlajka | neznámá vlajka · neznámá vlajka · neznámá vlajka · neznámá vlajka |
| 3. listopadu  | Moselle Open Mety, Francie ATP 250 tvrdý (h) – 596 035 € – 28D/16Q/16Č dvouhra • čtyřhra     | vs.      | vs.       | neznámá vlajka · neznámá vlajka | neznámá vlajka · neznámá vlajka · neznámá vlajka · neznámá vlajka |
| 10. listopadu | ATP Finals Turín, Itálie ATP Finals tvrdý (h) – 8D/8Č (ZS) dvouhra • čtyřhra                 | vs.      | vs.       | neznámá vlajka · neznámá vlajka | neznámá vlajka · neznámá vlajka · neznámá vlajka · neznámá vlajka |
| 17. listopadu | Davis Cup, vyřazovací fáze finále Bologna, Itálie tvrdý (h) – 8 týmů                         | vs.      | vs.       | neznámá vlajka · neznámá vlajka | neznámá vlajka · neznámá vlajka · neznámá vlajka · neznámá vlajka |

### Prosinec
| Týden od      | Turnaj                                                                                            | Vítězové | Finalisté | Semifinalisté                   | Čtvrtfinalisté                                                    |
| ------------- | ------------------------------------------------------------------------------------------------- | -------- | --------- | ------------------------------- | ----------------------------------------------------------------- |
| bude oznámeno | Next Gen ATP Finals Džidda, Saúdská Arábie Next Generation ATP Finals tvrdý (h) – 8D (ZS) dvouhra | vs.      | vs.       | neznámá vlajka · neznámá vlajka | neznámá vlajka · neznámá vlajka · neznámá vlajka · neznámá vlajka |

## Statistiky

### Premiérové tituly
Hráči, kteří získali první titul ve dvouhře, čtyřhře nebo smíšené čtyřhře:

#### Dvouhra
- Alexandre Müller (27 let, 11 měsíců a 4 dny) – Hongkong (pavouk)
- João Fonseca (18 let, 5 měsíců a 26 dnů) – Buenos Aires (pavouk)
- Tomáš Macháč (24 let, 4 měsíce a 16 dnů) – Acapulco (pavouk)
- Jakub Menšík (19 let, 6 měsíců a 29 dnů) – Miami (pavouk)
- Flavio Cobolli (22 let a 11 měsíců) – Bukurešť (pavouk)
- Jenson Brooksby (24 let, 5 měsíců a 11 dnů) – Houston (pavouk)
- Gabriel Diallo (23 let, 8 měsíců a 22 dnů) – 's-Hertogenbosch (pavouk)

#### Čtyřhra
- Christian Harrison (30 let, 8 měsíců a 11 dnů) – Dallas (pavouk)
- Evan King (32 let, 10 měsíců a 15 dnů) – Dallas (pavouk)
- Théo Arribagé (24 let, 4 měsíce a 7 dnů) – Buenos Aires (pavouk)
- Benjamin Bonzi (28 let, 8 měsíců a 7 dnů) – Marseille (pavouk)
- Brandon Nakashima (23 let, 6 měsíců a 13 dnů) – Delray Beach (pavouk)
- Alexei Popyrin (25 let, 6 měsíců a 24 dnů) – Dubaj (pavouk)
- Petr Nouza (26 let, 6 měsíců a 27 dnů) – Marrákeš (pavouk)
- Patrik Rikl (26 let, 2 měsíce a 30 dnů) – Marrákeš (pavouk)
- Manuel Guinard (29 let, 4 měsíce a 28 dnů) – Monte-Carlo (pavouk)
- Robert Cash (24 let, 4 měsíce a 12 dnů) – Los Cabos (pavouk)
- JJ Tracy (23 let a 9 dnů) – Los Cabos (pavouk)

#### Smíšená čtyřhra
- Sem Verbeek (31 let, 2 měsíce a 28 dnů) – Wimbledon (pavouk)

### Obhájené tituly
Hráči, kteří obhájili titul ve dvouhře, čtyřhře nebo smíšené čtyřhře:

#### Dvouhra
- Jannik Sinner – Australian Open (pavouk)
- Ugo Humbert – Marseille (pavouk)
- Sebastián Báez – Rio de Janeiro (pavouk)
- Carlos Alcaraz – French Open (pavouk)
- Taylor Fritz – Eastbourne (pavouk)

#### Čtyřhra
- Lloyd Glasspool – Brisbane (pavouk)
- Nikola Mektić – Auckland (pavouk)
- Rafael Matos – Rio de Janeiro (pavouk)

## Žebříček
| Mužská dvouhra – 18. srpna 2025 | Mužská dvouhra – 18. srpna 2025   | Mužská dvouhra – 18. srpna 2025 | Mužská dvouhra – 18. srpna 2025 |
| Poř.                            | tenista                           | body                            | posun                           |
| ------------------------------- | --------------------------------- | ------------------------------- | ------------------------------- |
| 1.                              | Jannik Sinner (ITA)               | 11 480                          | ▬                               |
| 2.                              | Carlos Alcaraz (ESP)              | 9 240                           | ▬                               |
| 3.                              | Alexander Zverev (GER)            | 6 230                           | ▬                               |
| 4.                              | Taylor Fritz (USA)                | 5 575                           | ▬                               |
| 5.                              | Jack Draper (GBR)                 | 4 440                           | ▬                               |
| 6.                              | Ben Shelton (USA)                 | 4 280                           | ▬                               |
| 7.                              | Novak Djoković (SRB)              | 4 130                           | ▬                               |
| 8.                              | Alex de Minaur (AUS)              | 3 545                           | ▬                               |
| 9.                              | Karen Chačanov                    | 3 240                           | ▲ 3                             |
| 10.                             | Lorenzo Musetti (ITA)             | 3 205                           | ▬                               |
| 11.                             | Holger Rune (DEN)                 | 3 050                           | ▼ 2                             |
| 12.                             | Casper Ruud (NOR)                 | 2 905                           | ▲ 1                             |
| 13.                             | Daniil Medveděv                   | 2 760                           | ▲ 2                             |
| 14.                             | Tommy Paul (USA)                  | 2 610                           | ▲ 2                             |
| 15.                             | Andrej Rubljov                    | 2 610                           | ▼ 4                             |
| 16.                             | Jakub Menšík (CZE)                | 2 430                           | ▲ 1                             |
| 17.                             | Frances Tiafoe (USA)              | 2 340                           | ▼ 3                             |
| 18.                             | Alejandro Davidovich Fokina (ESP) | 2 185                           | ▬                               |
| 19.                             | Francisco Cerúndolo (ARG)         | 2 135                           | ▲ 4                             |
| 20.                             | Arthur Fils (FRA)                 | 2 120                           | ▬                               |

| Mužská čtyřhra – 18. srpna 2025 | Mužská čtyřhra – 18. srpna 2025 | Mužská čtyřhra – 18. srpna 2025 | Mužská čtyřhra – 18. srpna 2025 |
| Poř.                            | tenista                         | body                            | posun                           |
| ------------------------------- | ------------------------------- | ------------------------------- | ------------------------------- |
| 1.                              | Lloyd Glasspool (GBR)           | 8 390                           | ▲ 2                             |
| 2.                              | Julian Cash (GBR)               | 7 850                           | ▲ 2                             |
| 3.                              | Marcelo Arévalo (ESA)           | 7 595                           | ▼ 2                             |
| 3.                              | Mate Pavić (CRO)                | 7 595                           | ▼ 2                             |
| 5.                              | Harri Heliövaara (FIN)          | 6 330                           | ▬                               |
| 5.                              | Henry Patten (GBR)              | 6 330                           | ▬                               |
| 7.                              | Kevin Krawietz (GER)            | 6 015                           | ▲ 1                             |
| 8.                              | Tim Pütz (GER)                  | 5 925                           | ▲ 2                             |
| 9.                              | Nikola Mektić (CRO)             | 5 580                           | ▲ 6                             |
| 10.                             | Neal Skupski (GBR)              | 5 310                           | ▲ 1                             |
| 11.                             | Horacio Zeballos (ARG)          | 4 865                           | ▼ 4                             |
| 12.                             | Simone Bolelli (ITA)            | 4 850                           | ▲ 1                             |
| 13.                             | Andrea Vavassori (ITA)          | 4 850                           | ▲ 1                             |
| 14.                             | Marcel Granollers (ESP)         | 4 775                           | ▼ 5                             |
| 15.                             | Joe Salisbury (GBR)             | 4 380                           | ▼ 3                             |
| 16.                             | Jordan Thompson (AUS)           | 4 105                           | ▬                               |
| 17.                             | Christian Harrison (USA)        | 3 760                           | ▬                               |
| 18.                             | Evan King (USA)                 | 3 680                           | ▬                               |
| 19.                             | Édouard Roger-Vasselin (FRA)    | 3 375                           | ▬                               |
| 20.                             | Andrés Molteni (ARG)            | 3 270                           | ▲ 1                             |

#### Světové jedničky ve dvouhře
| Světová jednička    | datum nástupu       | datum odchodu |
| ------------------- | ------------------- | ------------- |
| Jannik Sinner (ITA) | začátek sezóny 2025 | úřadující     |

#### Světové jedničky ve čtyřhře
| Světová jednička                       | datum nástupu       | datum odchodu  |
| -------------------------------------- | ------------------- | -------------- |
| Marcelo Arévalo (ESA) Mate Pavić (CRO) | začátek sezóny 2025 | 17. srpna 2025 |
| Lloyd Glasspool (GBR)                  | 18. srpna 2025      | úřadující      |

### Nová žebříčková maxima
Hráči, kteří v sezóně 2025 zaznamenali kariérní maximum v první padesátce žebříčku ATP (ztučnění u jmen hráčů, kteří v první světové desítce debutovali a postavení při novém maximu v Top 10):

#### Dvouhra
- Giovanni Mpetshi Perricard (na 29. místo 24. února)
- Pedro Martínez (na 36. místo 24. února)
- Tomáš Macháč (na 20. místo 3. března)
- Alex Michelsen (na 32. místo 3. března)
- Arthur Fils (na 14. místo 14. dubna)
- Francisco Cerúndolo (na 18. místo 5. května)
- Brandon Nakashima (na 29. místo 5. května)
- Zizou Bergs (na 49. místo 19. května)
- Jack Draper (na 4. místo 9. června)
- Lorenzo Musetti (na 6. místo 9. června)
- Tommy Paul (na 8. místo 9. června)
- Jacob Fearnley (na 49. místo 9. června)
- Quentin Halys (na 46. místo 30. června)
- Alex Michelsen (na 30. místo 14. července)
- Ben Shelton (na 7. místo 28. července)
- Flavio Cobolli (na 17. místo 28. července)
- Ben Shelton (na 6. místo 4. srpna)
- Alejandro Davidovich Fokina (na 18. místo 4. srpna)
- Alexei Popyrin (na 19. místo 4. srpna)
- Jakub Menšík (na 16. místo 18. srpna)
- Jiří Lehečka (na 21. místo 18. srpna)
- Gabriel Diallo (na 33. místo 18. srpna)
- Alexandre Müller  (na 38. místo 18. srpna)
- Corentin Moutet  (na 41. místo 18. srpna)
- Camilo Ugo Carabelli  (na 43. místo 18. srpna)
- João Fonseca  (na 44. místo 18. srpna)
- Jaume Munar  (na 46. místo 18. srpna)
- Learner Tien  (na 48. místo 18. srpna)

#### Čtyřhra
- Henry Patten (na 3. místo 27. ledna)
- Nathaniel Lammons (na 17. místo 27. ledna)
- Kevin Krawietz (na 5. místo 10. února)
- Robert Galloway (na 25. místo 10. února)
- Tim Pütz (na 6. místo 17. února)
- Harri Heliövaara (na 3. místo 31. března)
- Juki Bhambri (na 26. místo 31. března)
- Sebastian Korda (na 46. místo 31. března)
- Manuel Guinard (na 36. místo 14. dubna)
- Romain Arneodo (na 43. místo 14. dubna)
- Evan King (na 18. místo 5. května)
- André Göransson (na 26. místo 19. května)
- Sem Verbeek (na 29. místo 19. května)
- Fabien Reboul (na 22. místo 26. května)
- Sadio Doumbia (na 26. místo 26. května)
- Constantin Frantzen (na 42. místo 9. června)
- Christian Harrison (na 17. místo 14. července)
- David Pel (na 37. místo 14. července)
- Sander Arends (na 23. místo 21. července)
- Luke Johnson (na 28. místo 21. července)
- Guido Andreozzi (na 41. místo 21. července)
- Fernando Romboli (na 44. místo 4. srpna)
- John-Patrick Smith (na 50. místo 4. srpna)
- Lloyd Glasspool (na 1. místo 18. srpna)
- Julian Cash (na 2. místo 18. srpna)
- Lucas Miedler (na 28. místo 18. srpna)
- Francisco Cabral (na 29. místo 18. srpna)
- Romain Arneodo (na 39. místo 18. srpna)
- Théo Arribagé  (na 48. místo 18. srpna)

## Kariérní informace

### Ukončení kariéry

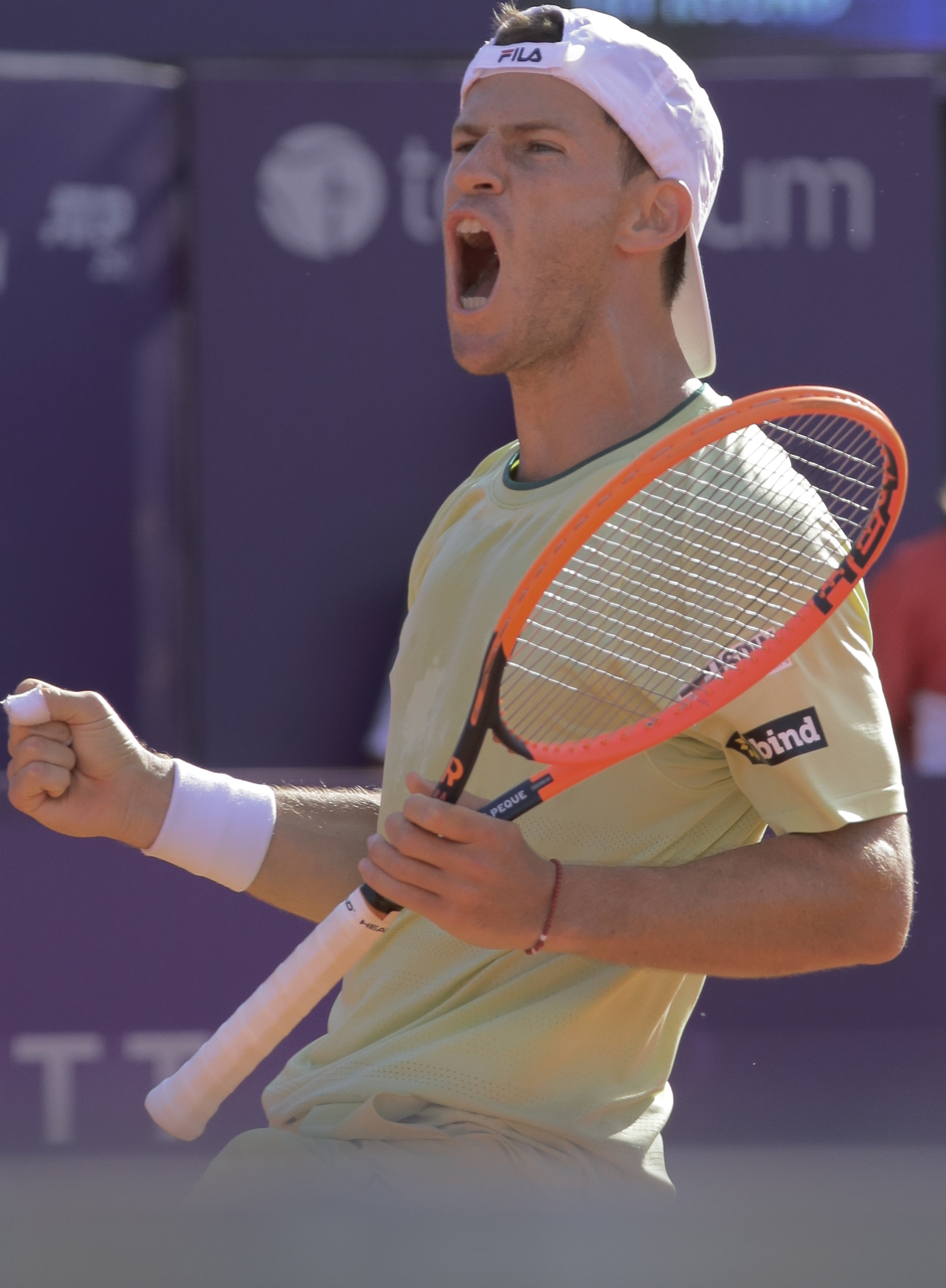
Bývalý osmý hráč žebříčku, 32letý Diego Schwartzman, ukončil kariéru na Argentina Open v rodném Buenos Aires

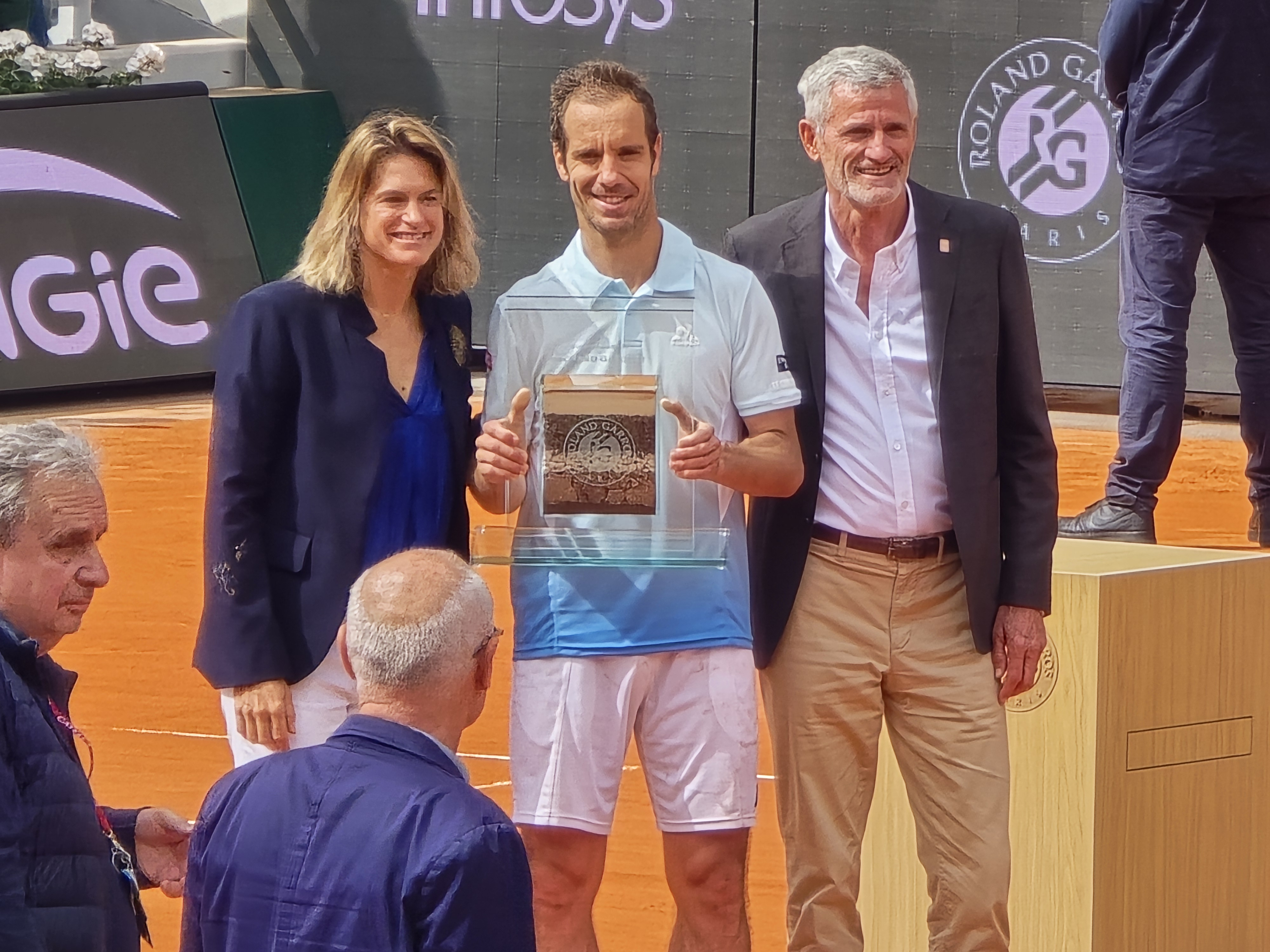
Richard Gasquet na French Open 2025 s pamětní cenou, kde ukončil kariéru jako Francouz s nejvyšším počtem 610 vyhraných dvouher i 75 grandslamových startů v otevřené éře; mezi ředitelkou turnaje Mauresmovou a prezidentem tenisového svazu Morettonem

Seznam uvádí tenisty (vítěze turnaje ATP, anebo ty, kteří byli klasifikováni alespoň jeden týden v Top 100 dvouhry a/nebo Top 100 čtyřhry žebříčku ATP), jež ohlásili ukončení profesionální kariéry, neodehráli za více než 52 uplynulých týdnů žádný turnaj, nebo jim byl v sezóně 2025 uložen stálý zákaz hraní:
- Marcus Daniell (* 9. listopadu 1989 Masterton, Nový Zéland), profesionál od roku 2008, na singlovém žebříčku ATP nejvýše figuroval na 500. místě v červenci 2014 a ve čtyřhře na 34. místě během ledna 2018. Na okruhu ATP Tour vyhrál pět deblových turnajů. Z odložené tokijské olympiády 2020 si odvezl bronzovou medaili ve čtyřhře s Michaelem Venusem. Profesionální kariéru ukončil v lednu 2025 na aucklandském ASB Classic 2025.[10][11]
- Richard Gasquet (* 18. června 1986 Béziers, Francie), profesionál od roku 2002, na singlovém žebříčku ATP nejvýše figuroval na 7. místě v červenci 2007 a ve čtyřhře na 45. místě během dubna 2008. Na okruhu ATP Tour vybojoval šestnáct singlových a dva deblové tituly. Na grandslamu triumfoval v mixu French Open 2004 s Tatianou Golovinovou. Po boku Juliena Benneteaua získal bronz ze čtyřhry londýnské olympiády 2012. V letech 2007 a 2013 si zahrál Turnaj mistrů. S francouzským týmem vyhrál Davis Cup 2017 i Hopman Cup 2017. Aktivní dráhu ukončil na French Open 2025.[12][13]
- Denis Kudla (* 17. srpna 1992 Kyjev, Ukrajina), americký profesionál od roku 2010, na singlovém žebříčku ATP nejvýše figuroval na 53. místě v květnu 2016 a ve čtyřhře na 133. místě během srpna 2018. Na challengerech vyhrál devět singlových i deblových turnajů. Kariéru ukončil na lednovém United Cupu 2025, kde v posledním mixu porazil s Krawczykovou český pár Rikl a Knutsonová.[14]
- Luke Saville (* 1. února 1994 Berri, Austrálie), profesionál od roku 2012, na singlovém žebříčku ATP nejvýše figuroval na 152. místě v únoru 2015 a ve čtyřhře na 23. místě během listopadu 2021. Ze všech pěti deblových finále na okruhu ATP Tour odešel poražen, včetně úvodního na Australian Open 2020 po boku Maxe Purcella. Na challengerech získal dvacet dva titulů ve čtyřhře. Stal se také vítězem juniorek ve Wimbledonu 2011 a na Australian Open 2012. Kariéru uzavřel ve čtyřhře lednového Australian Open 2025.[15]
- Diego Schwartzman (* 16. srpna 1992 Buenos Aires, Argentina), profesionál od roku 2010, na singlovém žebříčku ATP nejvýše figuroval na 8. místě v říjnu 2020 a ve čtyřhře na 39. místě během ledna téhož roku. Na okruhu ATP Tour vyhrál čtyři trunaje ve dvouhře včetně Rio Open 2018 v úrovni ATP 500. Singlovým grandslamovým maximem se stalo semifinále French Open 2020, kde se s výškou 170 cm stal nejmenším semifinalistou grandslamu od Harolda Solomona na French Open 1980.[16] Zahrál si také Turnaj mistrů 2020. Kariéru zakončil na únorovém Argentina Open 2025.[17]
- Fernando Verdasco  (* 15. listopadu 1983 Madrid, Španělsko), profesionál od roku 2001, na singlovém žebříčku ATP nejvýše figuroval na 7. místě v dubnu 2009 a ve čtyřhře na 8. místě během listopadu 2013. Na okruhu ATP Tour vyhrál sedm trunajů ve dvouhře a osm ve čtyřhře včetně Turnaje mistrů 2013 s Davidem Marrerem. Se španělským týmem ovládl Davisův pohár v letech 2008, 2009 a 2011. Po boku Anabel Medinaové Garriguesové triumfoval na Hopmanově poháru 2013. V grandslamové dvouhře se nejdále probojoval do semifinále Australian Open 2009. Profesionální dráhu ukončil ve 41 letech na únorovém Qatar ExxonMobil Open 2025, kde odehrál čtyřhru s Novakem Djokovićem.[18]

### Přerušení kariéry
- Kwon Sun-u   (* 2. prosince 1997 Sangdžu, Jižní Korea), profesionální tenista přerušil kariéru pro povinnou 18měsíční vojenskou službu, s narukováním 13. ledna 2025.[19][20] V korejskem týmu přesto odehrál lednové 1. kolo kvalifikace Davis Cupu.

## Rozpis bodů
Tabulka uvádí body přidělované hráčům na turnajích okruhu ATP Tour 2025.
| ATP Tour 2025                                                                                                | ATP Tour 2025         | ATP Tour 2025                             | ATP Tour 2025                             | ATP Tour 2025                                                                               | ATP Tour 2025                                                                               | ATP Tour 2025                                                                               | ATP Tour 2025                                                                               | ATP Tour 2025                                                                               | ATP Tour 2025                                                                               | ATP Tour 2025                                                                               | ATP Tour 2025                                                                               | ATP Tour 2025                                                                               | ATP Tour 2025 | ATP Tour 2025 |
| ↓kategorie / fáze→                                                                                           | vítězové              | finalisté                                 | semifinalisté                             | čtvrtfinalisté                                                                              | 16 v kole                                                                                   | 32 v kole                                                                                   | 64 v kole                                                                                   | 128 v kole                                                                                  | QV                                                                                          | Q3                                                                                          | Q2                                                                                          | Q1                                                                                          |               |               |
| --- | --------------------- | ----------------------------------------- | ----------------------------------------- | ------------------------------------------------------------------------------------------- | ------------------------------------------------------------------------------------------- | ------------------------------------------------------------------------------------------- | ------------------------------------------------------------------------------------------- | ------------------------------------------------------------------------------------------- | ------------------------------------------------------------------------------------------- | ------------------------------------------------------------------------------------------- | ------------------------------------------------------------------------------------------- | ------------------------------------------------------------------------------------------- | ------------- | ------------- |
| Grand Slam (128D)                                                                                            | 2000                  | 1300                                      | 800                                       | 400                                                                                         | 200                                                                                         | 100                                                                                         | 50                                                                                          | 10                                                                                          | 30                                                                                          | 16                                                                                          | 8                                                                                           | 0                                                                                           |               |               |
| Grand Slam (64Č)                                                                                             | 2000                  | 1200                                      | 720                                       | 360                                                                                         | 180                                                                                         | 90                                                                                          | 0                                                                                           | –                                                                                           | 25                                                                                          | –                                                                                           | 0                                                                                           | 0                                                                                           |               |               |
| ATP Finals (8D/8Č)                                                                                           | 1500 (max) 1100 (min) | 1000 (max) 600 (min)                      | 600 (max) 200 (min)                       | 200 za každou výhru v základní skupině, +400 za výhru v semifinále, +500 za výhru ve finále | 200 za každou výhru v základní skupině, +400 za výhru v semifinále, +500 za výhru ve finále | 200 za každou výhru v základní skupině, +400 za výhru v semifinále, +500 za výhru ve finále | 200 za každou výhru v základní skupině, +400 za výhru v semifinále, +500 za výhru ve finále | 200 za každou výhru v základní skupině, +400 za výhru v semifinále, +500 za výhru ve finále | 200 za každou výhru v základní skupině, +400 za výhru v semifinále, +500 za výhru ve finále | 200 za každou výhru v základní skupině, +400 za výhru v semifinále, +500 za výhru ve finále | 200 za každou výhru v základní skupině, +400 za výhru v semifinále, +500 za výhru ve finále | 200 za každou výhru v základní skupině, +400 za výhru v semifinále, +500 za výhru ve finále |               |               |
| ATP Tour Masters 1000 (96D)                                                                                  | 1000                  | 650                                       | 400                                       | 200                                                                                         | 100                                                                                         | 50                                                                                          | 30                                                                                          | 10                                                                                          | 20                                                                                          | –                                                                                           | 10                                                                                          | 0                                                                                           |               |               |
| ATP Tour Masters 1000 (56D)                                                                                  | 1000                  | 650                                       | 400                                       | 200                                                                                         | 100                                                                                         | 50                                                                                          | 10                                                                                          | –                                                                                           | 30                                                                                          | –                                                                                           | 16                                                                                          | 0                                                                                           |               |               |
| ATP Tour Masters 1000 (32Č)                                                                                  | 1000                  | 600                                       | 360                                       | 180                                                                                         | 90                                                                                          | 0                                                                                           | –                                                                                           | –                                                                                           | –                                                                                           | –                                                                                           | –                                                                                           | –                                                                                           |               |               |
| ATP Tour 500 (48D)                                                                                           | 500                   | 330                                       | 200                                       | 100                                                                                         | 50                                                                                          | 25                                                                                          | 0                                                                                           | –                                                                                           | 16                                                                                          | –                                                                                           | 8                                                                                           | 0                                                                                           |               |               |
| ATP Tour 500 (32D)                                                                                           | 500                   | 330                                       | 200                                       | 100                                                                                         | 50                                                                                          | 0                                                                                           | –                                                                                           | –                                                                                           | 25                                                                                          | –                                                                                           | 13                                                                                          | 0                                                                                           |               |               |
| ATP Tour 500 (16Č)                                                                                           | 500                   | 300                                       | 180                                       | 90                                                                                          | 0                                                                                           | –                                                                                           | –                                                                                           | –                                                                                           | 45                                                                                          | –                                                                                           | 25                                                                                          | 0                                                                                           |               |               |
| ATP Tour 250 (48D)                                                                                           | 250                   | 165                                       | 100                                       | 50                                                                                          | 25                                                                                          | 13                                                                                          | 0                                                                                           | –                                                                                           | 8                                                                                           | –                                                                                           | 4                                                                                           | 0                                                                                           |               |               |
| ATP Tour 250 (32D/28D)                                                                                       | 250                   | 165                                       | 100                                       | 50                                                                                          | 25                                                                                          | 0                                                                                           | –                                                                                           | –                                                                                           | 13                                                                                          | –                                                                                           | 7                                                                                           | 0                                                                                           |               |               |
| ATP Tour 250 (16Č)                                                                                           | 250                   | 150                                       | 90                                        | 45                                                                                          | 0                                                                                           | –                                                                                           | –                                                                                           | –                                                                                           | –                                                                                           | –                                                                                           | –                                                                                           | –                                                                                           |               |               |
| United Cup                                                                                                   | 500 (max)             | podrobný rozpis bodů, viz United Cup 2025 | podrobný rozpis bodů, viz United Cup 2025 | podrobný rozpis bodů, viz United Cup 2025                                                   | podrobný rozpis bodů, viz United Cup 2025                                                   | podrobný rozpis bodů, viz United Cup 2025                                                   | podrobný rozpis bodů, viz United Cup 2025                                                   | podrobný rozpis bodů, viz United Cup 2025                                                   | podrobný rozpis bodů, viz United Cup 2025                                                   | podrobný rozpis bodů, viz United Cup 2025                                                   | podrobný rozpis bodů, viz United Cup 2025                                                   | podrobný rozpis bodů, viz United Cup 2025                                                   |               |               |
| QV – vítěz kvalifikace, Q1–3 – 1. až 3. kolo kvalifikace, (xD/Č) – „x“ počet hráčů dvouhry/čtyřhry v soutěži |                       |                                           |                                           |                                                                                             |                                                                                             |                                                                                             |                                                                                             |                                                                                             |                                                                                             |                                                                                             |                                                                                             |                                                                                             |               |               |